# Siège Rai de Trente
 (décembre 2019).
Si vous disposez d'ouvrages ou d'articles de référence ou si vous connaissez des sites web de qualité traitant du thème abordé ici, merci de compléter l'article en donnant les références utiles à sa vérifiabilité et en les liant à la section « Notes et références ».
Le siège Rai de Trente (en italien Sede Rai di Trento) est l'une des 21 directions régionales du réseau Rai 3, émettant sur la province autonome de Trente et basée à Trente.

## Histoire
Le siège Rai de Trente est créé le 1er août 1976, mais la Rai est présent depuis le printemps 1966.

## Émissions régionales
- TGR Trentino-Alto Adige (Trento) : toute l'actualité régionale diffusée chaque jour de 14h00 à 14h20, 19h30 à 19h55 et 00h10
- TGR Meteo : météo régionale, remplacé par Rai Meteo Regionale le 3 juin 2018
- Buongiorno Regione (en français « Bonjour Région ») : toute l'actualité régionale diffusée chaque jour du lundi au vendredi de 7h30 à 8h00, il n'est pas diffusé en été.
- Rai Trentino

## Collaborations
La siège Rai de Trento travaille en collaboration avec la siège Rai de Bolzane pour la structure Rai Alto Adige (langue italienne).